# ساشيكو كوجيما
ساشيكو كوجيما (باليابانية: 小島 幸子) مواليد 18 يناير 1979، هي مؤدية أصوات يابانية.

## الأعمال

### مسلسلات أنمي تلفزيونية
- كاوبوي بيباب
- إيرغو بروكسي
- ناروتو

### أفلام أنمي
- فيلم ناروتو: الأطلال الوهمية في أعماق الأرض

### دبلجة
- جمال أمريكي
- رجال-إكس
- إيراغون
- فروج القلة
- بداية باتمان
- ستيفن البطل
- إسحبني إلى الجحيم

## وصلات خارجية
- ساشيكو كوجيما على موقع IMDb (الإنجليزية)
- ساشيكو كوجيما على موقع ميوزك برينز (الإنجليزية)
- ساشيكو كوجيما على موقع قاعدة بيانات الفيلم (الإنجليزية)
- ساشيكو كوجيما على موقع كينوبويسك (الروسية)
- ساشيكو كوجيما على موقع ANN person (الإنجليزية)